# Louis-Auguste Girardot

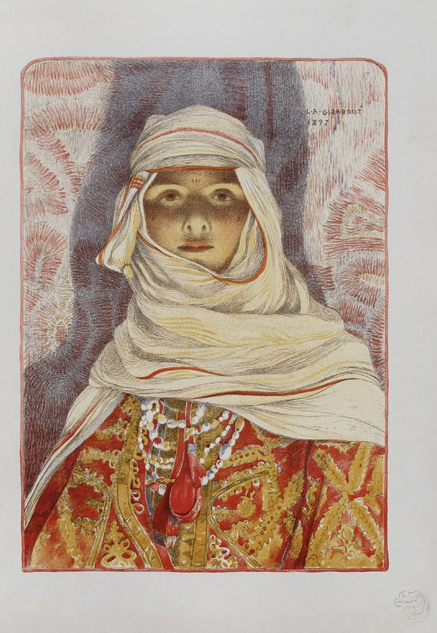
Louis-Auguste Girardot, Femme du Riff

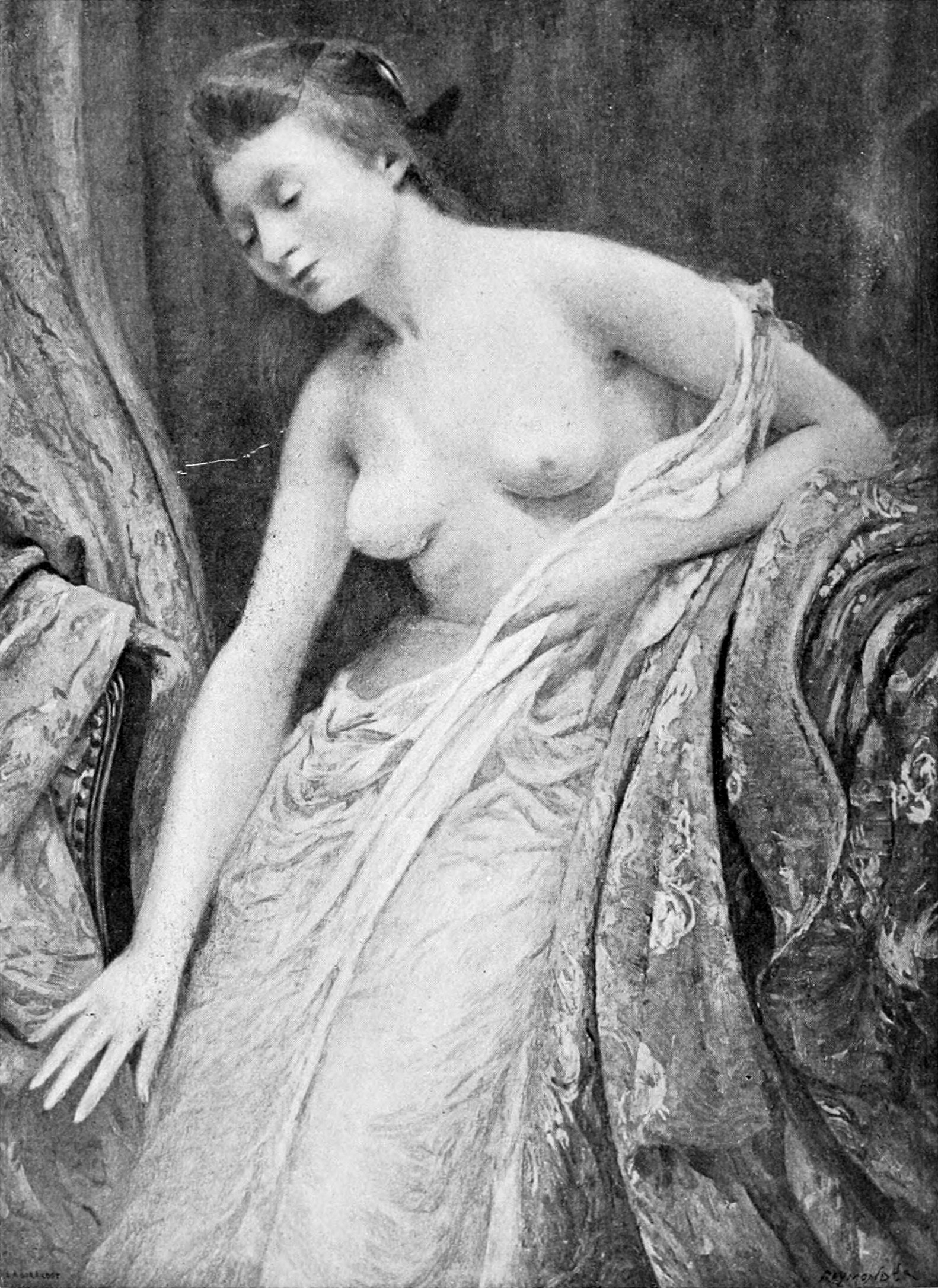
Louis-Auguste Girardot - Fantaisie

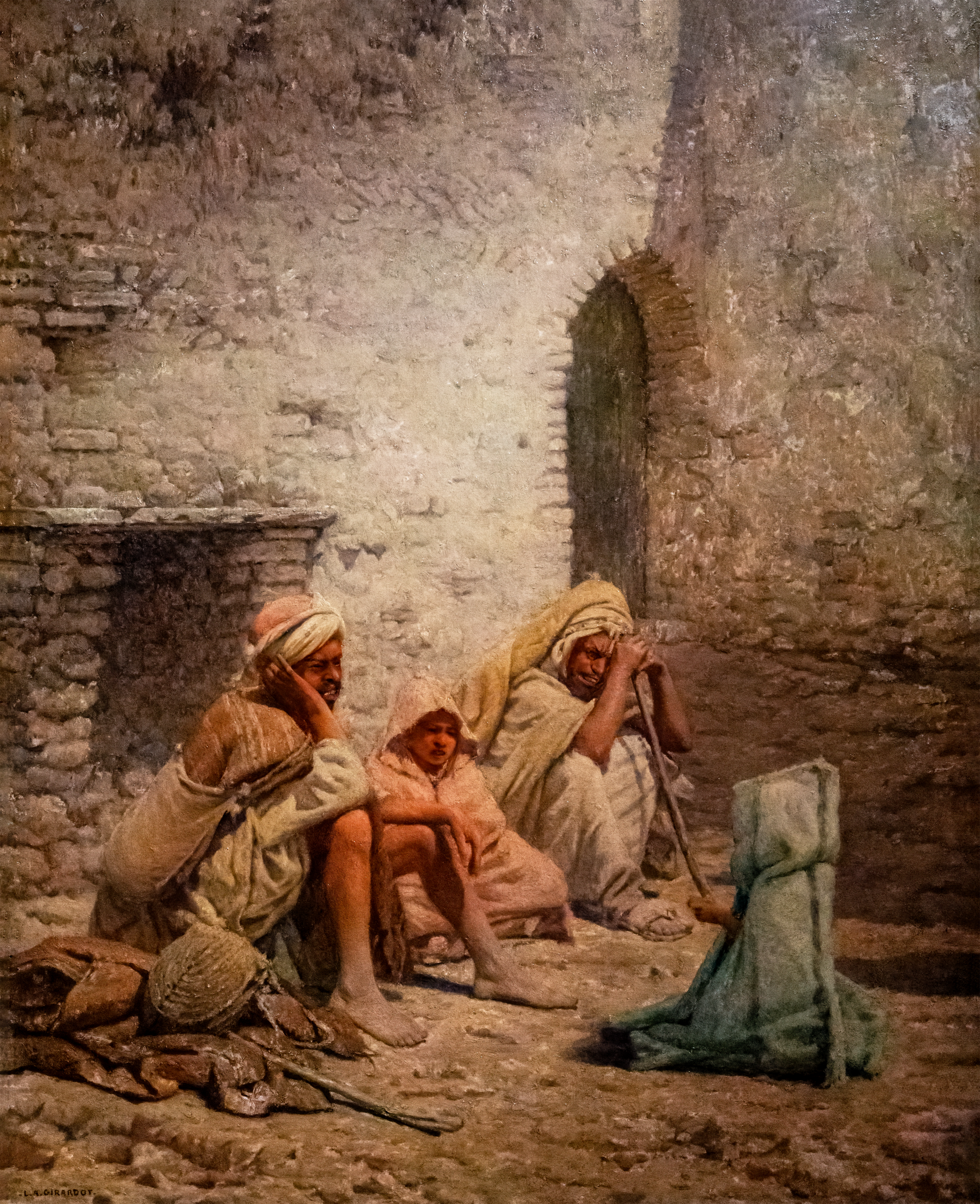
Le repos

Louis-Auguste Girardot (Loulans-les-Forges, 27 settembre 1856 – Parigi, 22 aprile 1933) è stato un pittore e incisore francese.

## Biografia
Ex residente della città di Troyes e figlio di un meccanico, Louis-Auguste Girardot si iscrive a l'École nationale supérieure des beaux-arts dal 1881 al 1886 ed è allievo di Jean-Léon Gérôme e Paul Dubois.
Diventa associato della Société nationale des beaux-arts nel 1890 ed è presente alle esposizioni del Salone anche negli anni successivi.
Nel 1887 una sua tela viene acquistata per la prima volta dallo Stato e gli viene attribuito il premio Marie Bashkirtseff; Girardot ottiene una borsa di viaggio e parte per la Spagna, l'Algeria, poi il Marocco che saranno fonte d'ispirazione anche per il futuro.
In aprile 1897 esegue una litografia intitolata Femme du Riff (sic) per la rivista L'Estampe moderne.
Per l'Esposizione universale del 1900, egli crea un grande manifesto litografato intitolato L'Andalousie au temps des Maures ed è impegnato ad organizzare l'esposizione dei pittori orientalisti per il padiglione dell'Algeria.
Nel 1903 è nominato Cavaliere della Legion d'onore avendo come padrino il suo maestro Jean-Léon Gérôme.
Nel 1907, durante il Société des peintres orientalistes français, fonda insieme a Étienne Dinet, Victor Prouvé e Jean-Adolphe Chudant, l'Union provinciale des arts décoratifs.
Nell'aprile 1911 è nominato Grand'Ufficiale dell'Ordre du Nichan el Anouar.
Girardot ha avuto come allievo Stanisław Wyspiański.

## Opere in collezioni pubbliche
- Narbonne
  -  Le repos - Musée des Beaux-Arts de Narbonne, ca 1910, olio su tela [5]
- Parigi :
  - Bibliothèque nationale de France, département des Estampes et de la Photographie: Exposition de 1900, L'Andalousie au temps des Maures, 1900, litografia, 260 x 90 cm, Stamperia Lemercier;
  - École nationale supérieure des beaux-arts: cinque disegni preparatori di studio, tra il 1881 e il 1886;
  - Museo del Louvre, Département des Arts graphiques:
    - Le Rif, paysage du Maroc, pastello,[6];
    - Enfant arabe debout adossé contre un mur, disegno,[7];
    - Femme arabe portant un enfant sur le dos, matita nera e colore,[8];
    - Jeune Femme de face, un sein nu, 1892, disegno,[9];
    - La Lumière du souvenir, 1893, inchiostro su disegno,[10];
    - Étude de mains, disegno,[11];
    - Tétouan, cimetière israélite, 1904, matite a colori,[12];

  - Museo d'Orsay:
    - L'Âge tendre, 1892, olio su tela,[13].
    - Cimetière israélite à Tétouan, 1904, olio su tela,[14].

  - Palais Bourbon : Le Port de Tanger, 1895, olio su tela,[15];